# Hypsiglena slevini
Hypsiglena slevini är en ormart som beskrevs av Tanner 1943. Hypsiglena slevini ingår i släktet Hypsiglena och familjen snokar.
Arten förekommer på centrala och södra Baja California i Mexiko. Den hittas även på mindre öar i närheten. Individerna vistas i klippiga habitat med glest fördelad växtlighet. I bergstrakter når Hypsiglena slevini fram till blandskogar. Honor lägger ägg.
För beståndet är inga hot kända och hela populationen antas vara stabil. IUCN listar arten som livskraftig (LC).

## Underarter
Arten delas in i följande underarter:
- H. s. marcosensis
- H. s. slevini